# John W. Woodmansee

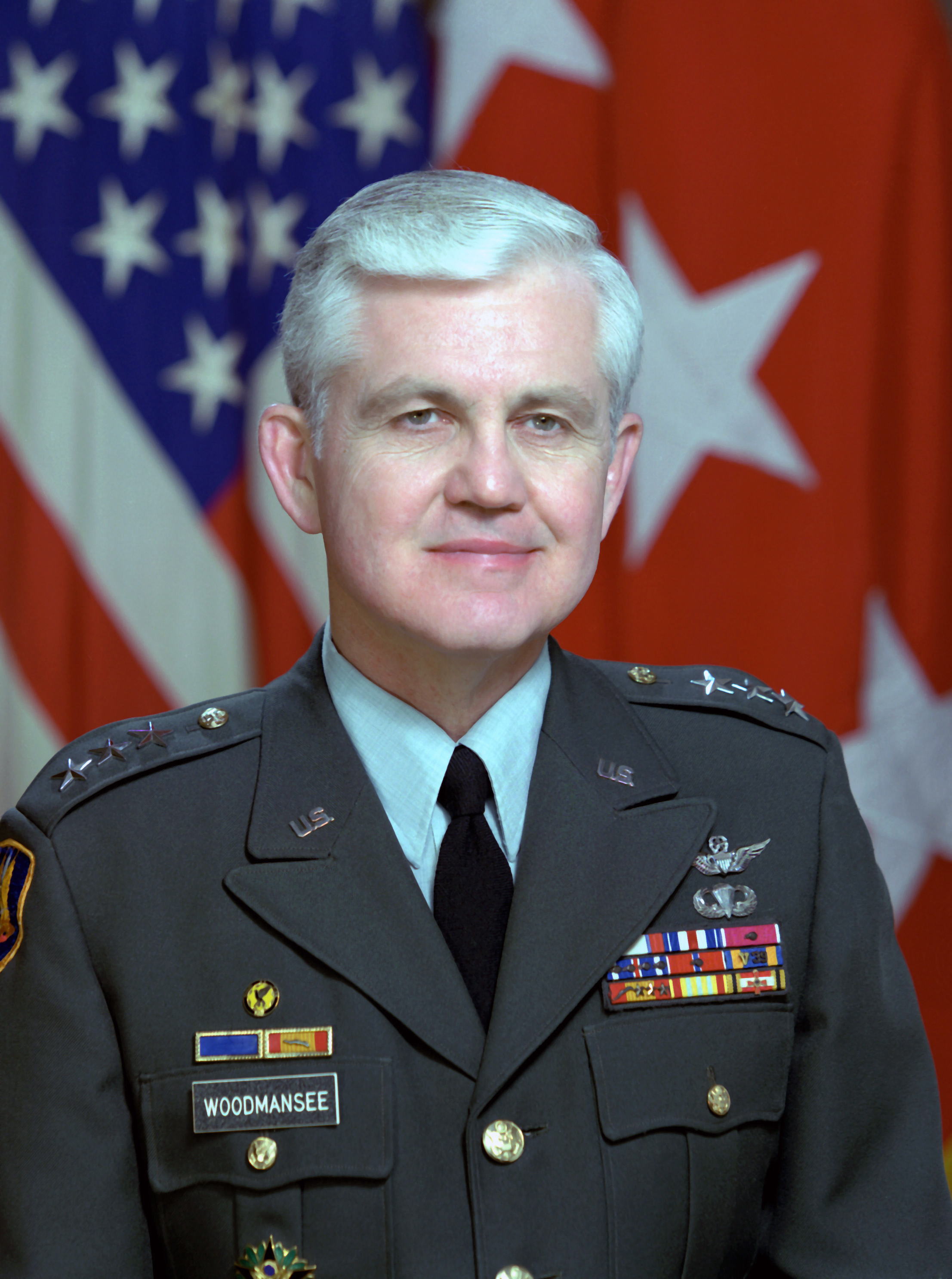
John W. Woodmansee

John William Woodmansee Jr. (* 27. Januar 1934 in Charlotte, North Carolina) ist ein pensionierter Generalleutnant der United States Army, der unter anderem das V. Corps kommandierte.

## Leben
Zwischen 1953 und 1956 absolvierte John Woodmansee die United States Military Academy in West Point. Nach seinem dortigen Abschluss wurde er als Leutnant den Panzereinheiten der US Army zugeteilt. Später wurde er Pilot und wechselte zu den Lufteinheiten des Heeres, wo er unter anderem Hubschrauber-Pilot war. In der Armee durchlief er alle Offiziersränge vom Leutnant bis zum Drei-Sterne-General.
Im Verlauf seiner militärischen Laufbahn absolvierte Woodmansee verschiedene Schulen. Dazu gehören das United States Army War College, die Armor School und das zur United States Air Force gehörende Air Command and Staff College auf der Maxwell-Gunter Air Force Base in Alabama. Außerdem erhielt er akademische Grade an der George Washington University und der Stanford University.
Militärisch wurde Woodmansee sowohl als Stabsoffizier, unter anderem auch im Pentagon und als White House Fellow im Weißen Haus, als auch im regulären Truppendienst eingesetzt. Er nahm am Vietnamkrieg teil, wo er unter anderem eine Staffel der 1. Fliegerbrigade der Armee kommandierte. Außerdem flog er über 1500 Stunden Hubschraubereinsätze.
Nach seinem Vietnameinsatz folgten zunächst wieder Verwendungen als Stabsoffizier. Später kommandierte er eine Brigade der 1. Kavalleriedivision. Zwischen Juli 1982 und August 1984 kommandierte er die 2. Panzerdivision, die in Fort Hood in Texas stationiert war. Nach einer weiteren Verwendung als Stabsoffizier (assistant deputy chief of staff for operations and force development) im Pentagon übernahm John Woodmansee am 23. März 1987 unter Beförderung zum Generalleutnant das in Deutschland stationierte V. Corps. Dieses Kommando hatte er bis zum 21. Juli 1989 inne. Anschließend ging er in den Ruhestand.
Auch im Ruhestand blieb John Woodmansee dem Militär verbunden. Ab 1990 gehörte er für 19 Jahre dem Army Science Board an. Dabei war er an 25 Studien in Bezug auf die Programme und Strategien der Armee beteiligt. Außerdem leitete er zusammen mit zwei Söhnen zwei Firmen in Texas. Er ist mit Patricia A. Williams verheiratet und hat eine Tochter und die erwähnten zwei Söhne.

## Orden und Auszeichnungen
John Woodmansee erhielt im Lauf seiner militärischen Laufbahn unter anderem folgende Auszeichnungen:
- Army Distinguished Service Medal  (2-Mal)
- Silver Star
- Legion of Merit (2-Mal)
- Distinguished Flying Cross  (5-Mal)
- Bronze Star Medal (2-Mal)
- Air Medal